# Dash Berlin
Dash Berlin é um projeto musical neerlandês criado em 2007 por Jeffrey Sutorius, Eelke Kalberg e Sebastiaan Molijn.

## Discografia

### Álbuns de estúdio
| Título           | Detalhe do álbum                                                                         |
| ---------------- | ---------------------------------------------------------------------------------------- |
| The New Daylight | - Lançamento: 12 de outubro de 2009 - Gravadora: Armada - Formatos: CD, digital download |
| #musicislife     | - Lançamento: 27 de abril de 2012 - Gravadora: Armada - Formatos: CD, digital download   |
| We Are, Pt. 1    | - Lançamento: 29 de agosto de 2014 - Gravadora: Armada - Formatos: CD, digital download  |
| We Are, Pt. 2    | - Lançamento: 24 de março de 2017 - Gravadora: Armada - Formatos: CD, digital download   |

### Singles
- "Till the Sky Falls Down" (2008)
- "Man On the Run" (with Cerf, Mitiska & Jaren) (2009)
- "Waiting" (feat. Emma Hewitt) (2010)
- "Never Cry Again" (2010)
- "Janeiro" (feat. Solid Sessions) (2010)
- "Disarm Yourself" (feat. Emma Hewitt) (2011)
- "Better Half of Me" (feat. Jonathan Mendelsohn) (2011)
- "World Falls Apart" (feat. Jonathan Mendelsohn) (2012)
- "Silence In Your Heart" (feat. Chris Madin) (2012)
- "Like Spinning Plates" (feat. Emma Hewitt) (2012)
- "When You Were Around" (feat. Kate Walsh) (2012)
- "Fool for Life" (feat. Chris Madin) (2013)
- "Earth Meets Water" (with Rigby) (2014)
- "Here Tonight" (with Jay Cosmic feat. Collin McLoughlin) (2014)
- "Somehow" (with 3LAU feat. Bright Lights) (2014)
- "Shelter" (feat. Roxanne Emery) (2014)
- "Never Let You Go" (with John Dahlback feat. Bullysongs) (2015)
- "This Is Who We Are" (with Syzz) (2015)
- "Yesterday Is Gone" (with DubVision feat. Jonny Rose) (2015)
- "I Take Care" (vs. Clément BCX) (2015)
- "Gold" (with DBSTF feat. Jake Reese, Waka Flocka & DJ Whoo Kid) (2016)
- "Heaven" (feat. Do) (2016)
- "Coming Home" (feat. Bo Bruce) (2017)

## Prémios
| Ano  | Evento                           | Categoria                |
| ---- | -------------------------------- | ------------------------ |
| 2009 | International Dance Music Awards | "Best High Energy Track" |